# Šampēteris
Šampēteris es un barrio de la ciudad de Riga, Letonia.

## Superficie
Posee una superficie de 1,366 kilómetros cuadrados (136,6 hectáreas).

## Población
Hasta 2021 presentaba una población de 4937 habitantes, con una densidad de población de 3614,20 habitantes por kilómetro cuadrado.

## Transporte

### Rutas
- Autobús: 22, 32, 35, 43, 53, 56.[1]
- Autobús expreso: 336.[1]